# Plane Crazy
Plane Crazy é um curta-metragem de animação americano de 1928 dirigido por Walt Disney e Ub Iwerks. O desenho animado, lançado pelos Walt Disney Studios, foi a primeira aparição de Mickey Mouse e sua namorada Minnie Mouse, e era originalmente um filme mudo. Foi feito um teste de exibição para um público de teatro em 15 de maio de 1928, e um executivo da Metro-Goldwyn-Mayer viu o filme, mas não conseguiu encontrar um distribuidor. Mais tarde naquele ano, a Disney lançou o primeiro desenho animado sonoro de Mickey, Steamboat Willie, que foi um enorme sucesso. Além disso, Plane Crazy foi lançado novamente como desenho animado em 17 de março de 1929. Foi o quarto filme do Mickey a ser lançado em grande escala depois de Steamboat Willie, The Gallopin' Gaucho e The Barn Dance (1929).

## Enredo
Mickey está tentando construir um avião com a ajuda de animais de uma fazenda. Quando consegue e tenta sair voando ele bate em uma árvore e o avião é destruido. Mickey fica aborrecido pela destruição mas ao ver o seu trator tem uma nova ideia e o transforma em um novo avião. Minnie passava e Mickey a convida para voar com ele e ela aceita. Mickey começa a andar no trator/avião mas bate em uma pedra e cai para fora, deixando o avião desgovernado. O aparelho começa a perseguir uma vaca (Clarabela, em sua primeira aparição), entra em uma estrada e acaba passando por baixo do animal que fica pendurado na parte de trás do avião. O trator/avião começa a voar e Mickey aparece para alcançá-lo. Ele tenta chegar até o aparelho subindo na vaca mas não consegue. O avião desce e Mickey finalmente volta para o avião. O avião começa a voar até atingir uma altura muito grande. Mickey pede a Minnie que o beije mas ela não quer então Mickey faz várias manobras arriscadas para impressioná-la mas ela sai do avião e usa a calcinha como paraquedas. O avião cai em cima de uma árvore e Mickey bate a cabeça e o corpo nos galhos até o chão.

## Direitos autorais
A versão muda do filme entrou em domínio público nos Estados Unidos em 2024, enquanto a versão sonora entrou em domínio público no ano seguinte, em 2025.